# Fuirena nyasensis
Fuirena nyasensis är en halvgräsart som beskrevs av Ernest Nelmes. Fuirena nyasensis ingår i släktet Fuirena och familjen halvgräs.
Artens utbredningsområde är Malawi. Inga underarter finns listade i Catalogue of Life.